# 島茂雄
島 茂雄（しま しげお、1906年8月29日-1993年12月4日）は日本のトランジスタ技術者。日本カーバイド株式会社　元常務取締役。
鉄道技術者で新幹線の開発に携わった島安次郎の次男。元日本国有鉄道（国鉄）技師長の島秀雄は兄。一般社団法人FEA農研 代表理事である糸永季生を曾孫にもつ。

## 履歴
- 東京市（現東京都品川区）出身。
- 戦前にアマチュア無線に貢献。JARLの活動に熱心であり、「無線こそ先端技術」と学生時代から研究に挑む。のちに真空管にも興味を示す。
- 早稲田大学卒業。日本放送協会入社、NHK技研所長。旧NHKホール（東京都千代田区内幸町）設計。
- 学生時代の友人井深大にトランジスタの技術を買われ東京通信工業（現ソニー）に入社。
- ソニー常務、専務、顧問。藍綬褒章受章。

## 編著
- 『トランジスタ回路』編　日刊工業新聞社　1961